# Кованько, Александр Александрович
Алекса́ндр Алекса́ндрович Кова́нько (17 [29] июля 1889 — 27 сентября 1926) — русский офицер, капитан (1920), военный лётчик, участник Первой мировой и Гражданской войн, белоэмигрант в Югославии.

## Биография
Из дворян Полтавской губернии рода Кованьки. Уроженец Санкт-Петербурга, сын генерала Александра Матвеевича Кованько (1856—1919). Православного вероисповедания.
Когда Александру исполнилось 10 лет, родители отдали его на воспитание в 1-й Петербургский кадетский корпус. В 1906 году, после успешного окончания учебного курса в кадетском корпусе, Александр Кованько вступил в военную службу в Санкт-Петербурге юнкером Николаевского инженерного училища, по окончании трёх классов которого по 1-му разряду в августе 1909 года был произведён по экзамену из портупей-юнкеров в подпоручики, с назначением на службу в 3-й понтонный батальон, расквартированный в Ковно. В сентябре того же года, по собственной просьбе, был переведён в 1-й Восточно-Сибирский полевой воздухоплавательный батальон, расквартированный в Омске.
В августе 1910 года, в связи с переформированием, передислокацией и переименованием батальона на «Сибирский воздухоплавательный батальон», Кованько вместе с тремя офицерами-сослуживцами был переведён в 7-ю воздухоплавательную роту, сформированную в губернском городе Киеве, и в октябре того же года командирован на учёбу в Санкт-Петербург, в Офицерскую воздухоплавательную школу. В октябре 1911 года произведён в поручики и в том же месяце, по окончании курса Воздухоплавательного отделения школы, возвратился в свою часть.
С 20.12.1911 — в прикомандировании к постоянному составу Офицерской воздухоплавательной школы. В июне 1912 года — командирован на учёбу во Францию, в авиационную школу фирмы «Ньюпор», по окончании учебного курса которой (с присвоением звания «пилот-авиатор»), с ноября  1912 года был в прикомандировании к Авиационному отделу Офицерской воздухоплавательной школы. Выдержал экзамен на звание «военный лётчик».
В июне 1913 года Высочайшим приказом по Военному ведомству был переведён из 7-й воздухоплавательной роты (переименованной вскоре на 3-ю авиационную роту) в постоянный состав Офицерской воздухоплавательной школы. С 13 июня 1913 года — младший офицер батальона Офицерской воздухоплавательной школы, врид обучающего офицера Авиационного отдела школы. На январь 1914 года  — был женат на уроженке Санкт-Петербурга лютеранского вероисповедания, детей не имел.
Участник Первой мировой войны. В августе 1914 года был переведён в постоянный состав Военной авиационной школы, созданной в Гатчине на основе  Авиационного отдела Офицерской воздухоплавательной школы, и прикомандирован сначала к 9-му, затем к 11-му корпусному авиационному отряду, действовавшему в полосе 3-й Армии Юго-Западного фронта, на территории юго-восточной Польши и Галиции, — военный лётчик, младший офицер авиационного отряда. С августа по декабрь 1914 года, совершая в сложных погодных условиях полёты на аэроплане, осуществлял воздушные разведки в тылу противника.
13 [26] декабря 1914 года, возвращаясь с разведки, был обстрелян неприятельской батареей; из-за повреждения мотора совершил посадку в тылу противника в районе Ной-Сандеца (Галиция) и попал в плен к австрийцам. Находился в плену до заключения Брестского мира.
Участник Гражданской войны. В мае 1918 года, возвратившись из плена, вступил в службу в Одессе, в авиационную воинскую часть украинской армии гетмана Скоропадского. С 03.07.1918 — помощник командира 3-го (Херсонского) авиационного дивизиона по строевой и хозяйственной части. После падения гетманского режима, с 01.02.1919 — военный лётчик 8-го авиационного отряда Вооружённых сил Юга России (ВСЮР).
08.05.1919 был  прикомандирован к Управлению инспектора авиации ВСЮР. Назначен в переменный состав Военной авиационной школы ВСЮР, с  01.07.1919 — её начальник, с прикомандированием к Управлению инспектора авиации ВСЮР. В сентябре 1919 года состоял в Авиационном отделе Межведомственной реквизиционной комиссии ВСЮР.
С 19.03.1920 — старший офицер 4-го авиационного отряда Русской армии барона Врангеля. С 08.06.1920 — врид командира, с 29.06.1920 — командир 1-го авиационного генерала Алексеева отряда; одновременно, с 26.06.1920, — член суда чести Крымской боевой авиационной группы.
В июле-августе 1920 года, во главе боевого звена 1-го авиационного генерала Алексеева отряда, обеспечивал воздушное прикрытие десантной операции на Кубани, во время которой «совершил 12 разведок и три групповых бомбометания». 12.08.1920, за боевые отличия, произведён в капитаны.
В ноябре 1920 года эвакуирован из Крыма в Галлиполи.
Затем эмигрировал в Югославию. Состоял на службе в авиации Королевства сербов, хорватов и словенцев, был лётчиком-инструктором в авиационной школе в городе Нови-Сад (Югославия).
Погиб 27 сентября 1926 года на аэродроме в Нови-Сад, потерпев аварию во время испытательного полёта. Похоронен в Нови-Сад на православном Успенском кладбище.
Семья. Сестры остались в Советской России. Сын - Георгий, окончил русский кадетский корпус в Югославии. Во вторую мировую войну служил в Русском Корпусе. Скончался в США.

## Награды
- Орден Святого Станислава 3-й степени (ВП от 28.10.1911)
- Медаль «В память 300-летия царствования Дома Романовых» (1913)
- Орден Святой Анны 3-й степени с мечами и бантом (ВП от 25.01.1915, страница 14; с изменениями в ВП от 31.01.1915), — за отличия в делах против неприятеля.
- Орден Святого Владимира 4-й степени с мечами и бантом  (ВП от 25.01.1915, страница 13 с изменениями в ВП от 31.01.1915), — за отличия в делах против неприятеля.
- Георгиевское оружие (утверждено ВП от 24.01.1917), — …за то, что 22-го ноября 1914 года, управляя аэропланом при обстоятельствах исключительной атмосферной трудности, подвергаясь сильному и действительному огню артиллерии противника, проник в глубокий тыл неприятельского расположения, чем дал возможность наблюдателю подпоручику Дзецино произвести разведку, выяснившую наступление противника около 2—3-х корпусов в направлении Суха—Рабко—Тымбарк. [8]
- [9]